# Chiesa di San Clemente (Mosca)
La chiesa di San Clemente, papa di Roma (in russo Храм Священномученика Климента, Папы Римского?) è una chiesa di Mosca. Tipico esempio di barocco elisabettiano, rappresenta l'edificio religioso più grande del quartiere Zamoskvoreč'e, nel distretto centrale della capitale russa. L'altare maggiore della chiesa è consacrato alla Trasfigurazione di Gesù, ragione per cui la chiesa è conosciuta anche con il nome di chiesa della Trasfigurazione.

## Storia e descrizione
La prima volta che fu fatta menzione documentale di un edificio intitolato a papa Clemente I è nel 1612, in connessione con gli eventi relativi alla battaglia di Mosca tra i russi e i polacchi. Tuttavia, i dubbi sulla genesi della costruzione non sono ancora stati risolti. Ciò che è dato sapere è che tra il 1657 ed il 1662 fu costruita, presso il luogo in cui sorge l'attuale struttura, la chiesa di San Clemente. L'edificio fu poi abbattuto e ricostruito nel 1720, mentre tra il 1756 ed il 1758 gli furono aggiunti un refettorio e un campanile, in base ad un progetto architettonico di Ivan Mičurin ed Aleksej Evlašev.
Nel 1762 fu deciso di abbattere la chiesa e di ricostruirla secondo i dettami del barocco elisabettiano. I lavori vennero conclusi nel 1769. Il progetto artistico viene attribuito da gran parte dei critici all'architetto svizzero Pietro Antonio Trezzini, stimato dalla zarina Elisabetta e già autore di vari progetti, tra cui probabilmente anche quello della cattedrale Vladimirskaja di San Pietroburgo. Tuttavia, essendo morto nel 1760 egli non può essere indicato come colui che coordinò i lavori.
A differenza di molti edifici religiosi del quartiere Zamoskvoreč'e, distrutti per ordine del governo sovietico, la chiesa di San Clemente venne risparmiata, anche grazie all'intervento dell'artista e storico Igor' Grabar'. Tuttavia, nel 1929 fu chiusa al culto e nel 1934 fu trasformata in un deposito di libri della biblioteca Lenin. È stata restituita alla Chiesa ortodossa russa nel 2008 e nello stesso anno il sindaco di Mosca Jurij Lužkov ha avviato i lavori di restauro dell'edificio.
La struttura è una delle due chiese moscovite dedicate al nome di un papa romano. Soprattutto in passato, Clemente I fu uno dei santi maggiormente venerati dal popolo russo. Secondo la leggenda, la sua figura è legata alla vicenda della prima comunità cristiana paleorussa, nata in Crimea sul finire del I secolo, nonché all'evento del Battesimo della Rus' nel 988. Si narra infatti che il principe Vladimir portò le sue reliquie in processione fino a Kiev.

## Galleria d'immagini

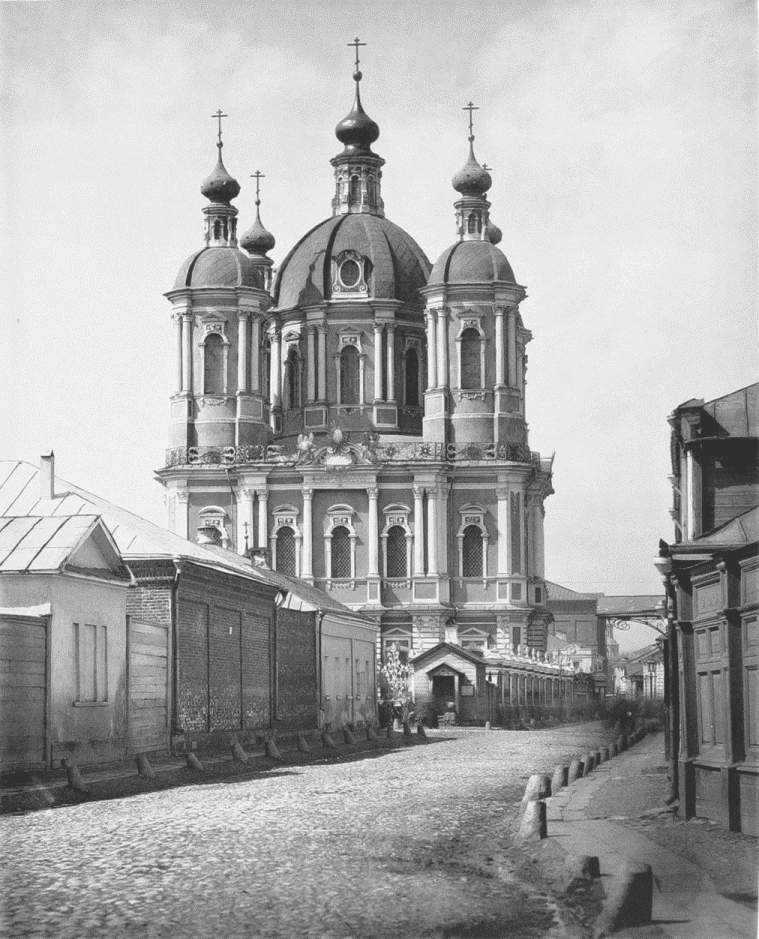
Chiesa di San Clemente in una foto del 1883

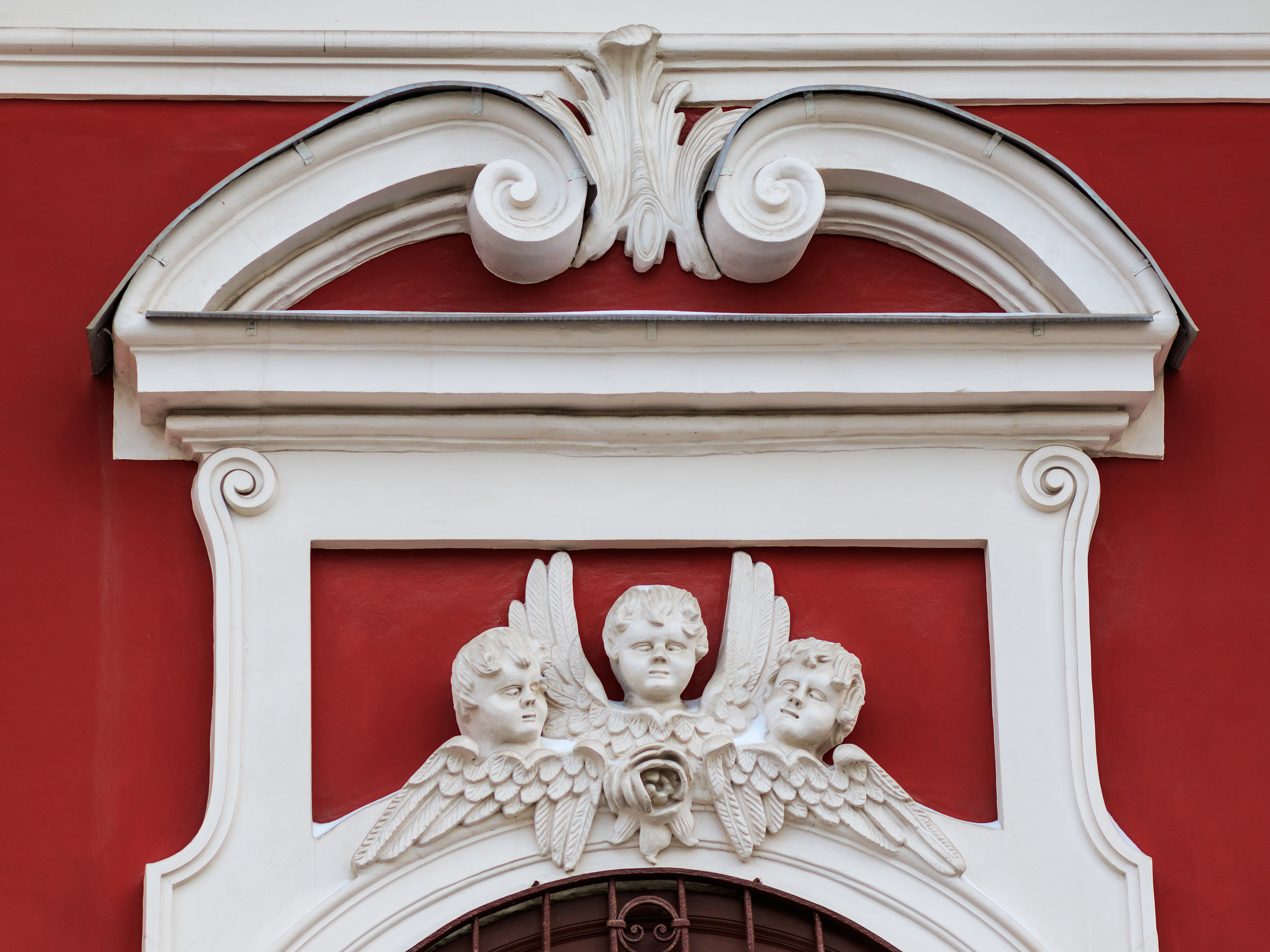
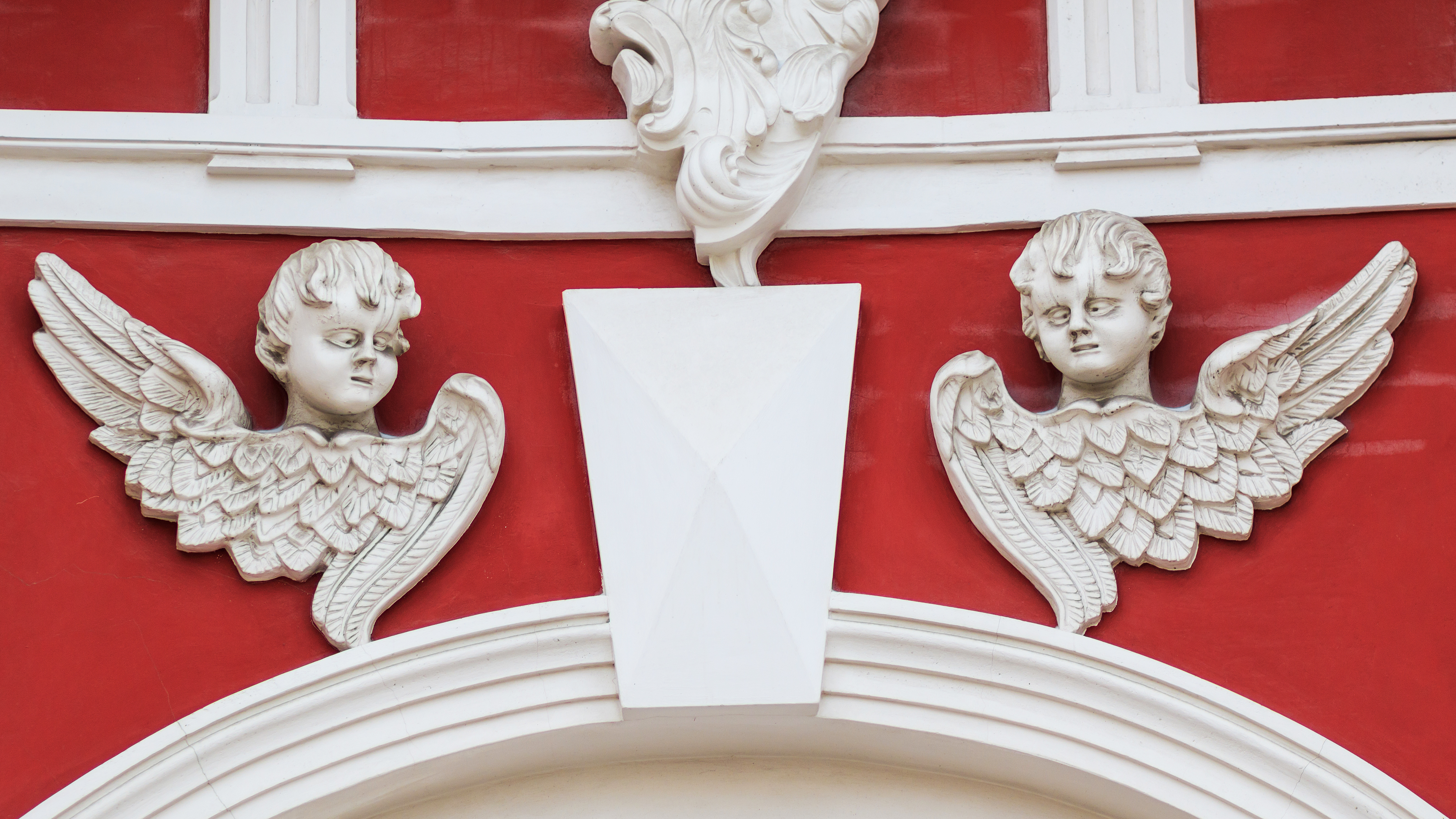
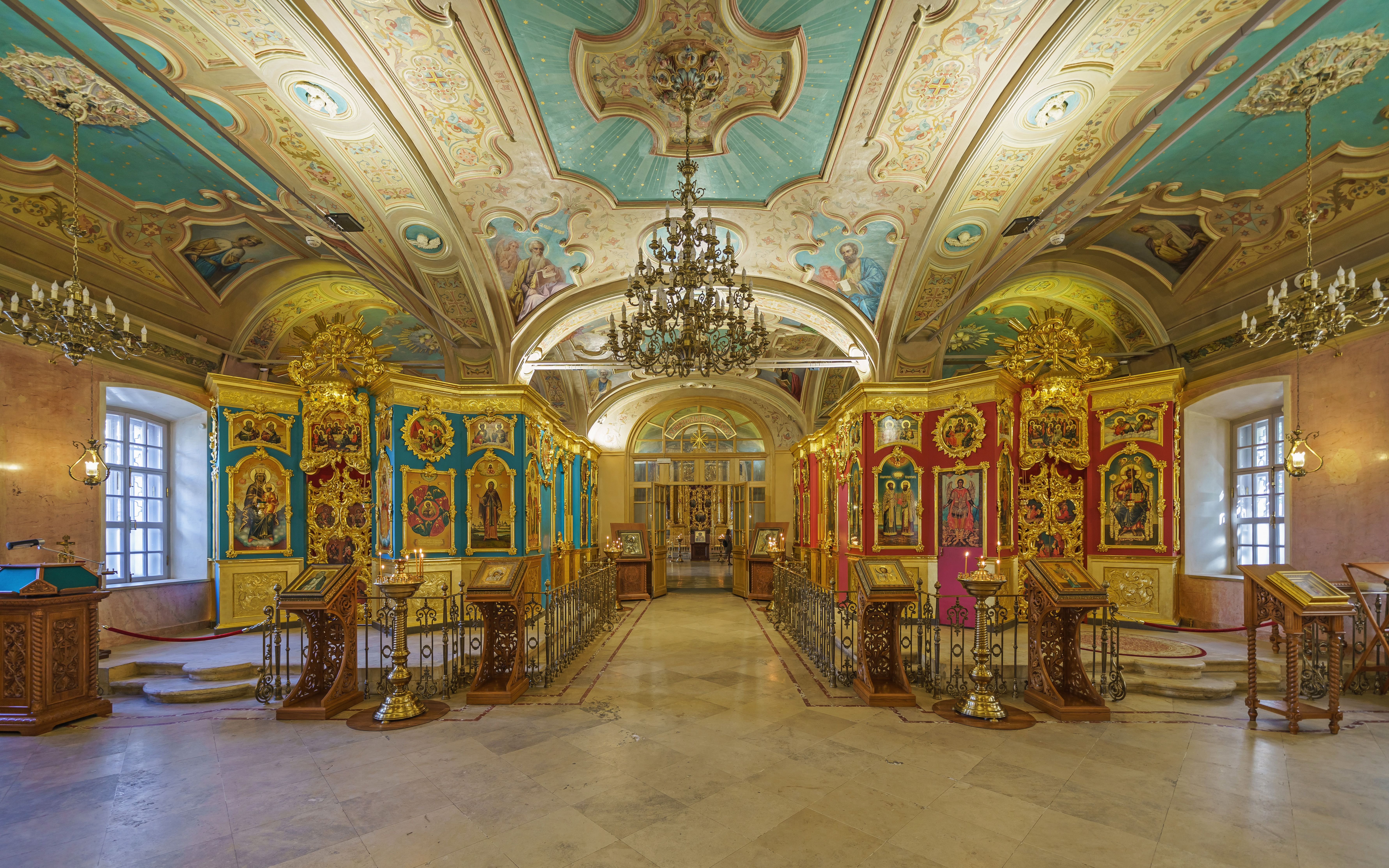